# ستيف بيرت جونيور
ستيف بيرت جونيور (بالإنجليزية: Steve Burtt Jr.)‏ مواليد 7 مارس 1984 في نيويورك، هو لاعب كرة سلة أمريكي. بدأ مسيرته الاحترافية في سنة 2006. يلعب مع الحكمة اللبناني كلاعب هجوم خلفي. يبلغ طوله 6 قدم 2 1⁄4 بوصة (1.9 م).

## المسيرة الاحترافية
لعب مع نادي أوليمبياس باتراس لكرة السلة في موسم 2006–2007، ثم لعب مع بنفيكا لكرة السلة في سنة 2007، ثم لعب مع منورقة لكرة السلة في الدوري الإسباني في سنة 2009، ثم لعب مع أبولون ليماسول في سنة 2009، ثم لعب مع نادي دنيبرو لكرة السلة من سنة 2010 إلى 2012، ثم لعب مع نادي طوفاس الرياضي في الدوري التركي في موسم 2012–2013.

## روابط خارجية
- ستيف بيرت جونيور على موقع الاتحاد الدولي لكرة السلة (الإنجليزية)
- ستيف بيرت جونيور على موقع الدوري الإسباني لكرة السلة (الإسبانية)
- ستيف بيرت جونيور على موقع كرة السلة الأوروبية.كوم (الإنجليزية)
- ستيف بيرت جونيور على موقع كلية كرة السلة في سبورتس رفرنس.كوم (الإنجليزية)
- ستيف بيرت جونيور على موقع ريلجم (الإنجليزية)
- ستيف بيرت جونيور على موقع بروبوليرز (الإنجليزية)
- ستيف بيرت جونيور على موقع سبورتس رفرنس (الإنجليزية)